# Carl Bean
Carl Bean (26 maggio 1944 – 7 settembre 2021) è stato un cantante statunitense, noto per il brano I Was Born This Way del 1975.
Dichiaratamente omosessuale, nel 1982 fondò la Unity Fellowship Church Movement, con lo scopo di difendere i diritti di lesbiche, gay e afroamericani bisessuali, aiutando in modo particolare i malati di AIDS.